# 최말자 사건
최말자 사건(崔末子事件)은 1964년 5월 6일 20시 경 경남 김해의 한 마을에서 최말자(여성, 당시 18세)가 자신을 바닥에 쓰러뜨리고 강제로 성폭행을 시도하는 노 모(남성, 당시 21세)의 혀를 깨물어 약 1.5cm 절단된 사건이다. 1965년 1월 부산지방법원 형사부는(재판장 이근성) 최씨에게 ‘중상해죄’를 인정하여 징역 10개월에 집행유예 2년을 선고했다. 노 모의 성폭력은 죄로 인정되지 않았고, 성폭력을 가한 뒤 최씨의 아버지 집에 침입해 협박한 특수주거침입과 특수협박 혐의를 적용했다. 노 모는 징역 6개월에 집행유예 2년을 선고받았다 (부산지법 1965.1.12, 64고6813). 이 사건은 법원행정처가 1995년 법원 100년사를 정리하여 발간한 '법원사'에 '강제 키스 혀 절단 사건'으로 소개된 바 있다. 당시 시대상으로 인하여 성폭행 피해자가 가해자가 된 사건이었다. 기소된 뒤 재판부는 '남성에게 호감이 있었던 것이 아니냐', '남성과 결혼할 생각이 없느냐'는 등 2차 가해를 했다고 한다.
최씨는 2020년 5월 부산여성의전화 등 여성단체 관계자 150여명이 참석한 기자회견에서 검찰 수사의 위법성을 밝혀내 재심 신청을 하겠다는 계획을 발표했다.

## 관련된 판례평석
- 박강우 (2001). “정당방위의 상당성”. 《형사정책연구》 (한국형사정책연구원) (46): 115-148.
- 김준호 (2015). “정당방위의 보충성 원칙을 재고함”. 《인권과 정의》 (대한변호사협회) (454): 37-54.

## 같이 보기
- 변월수 사건